# Jüdischer Friedhof Heerstraße

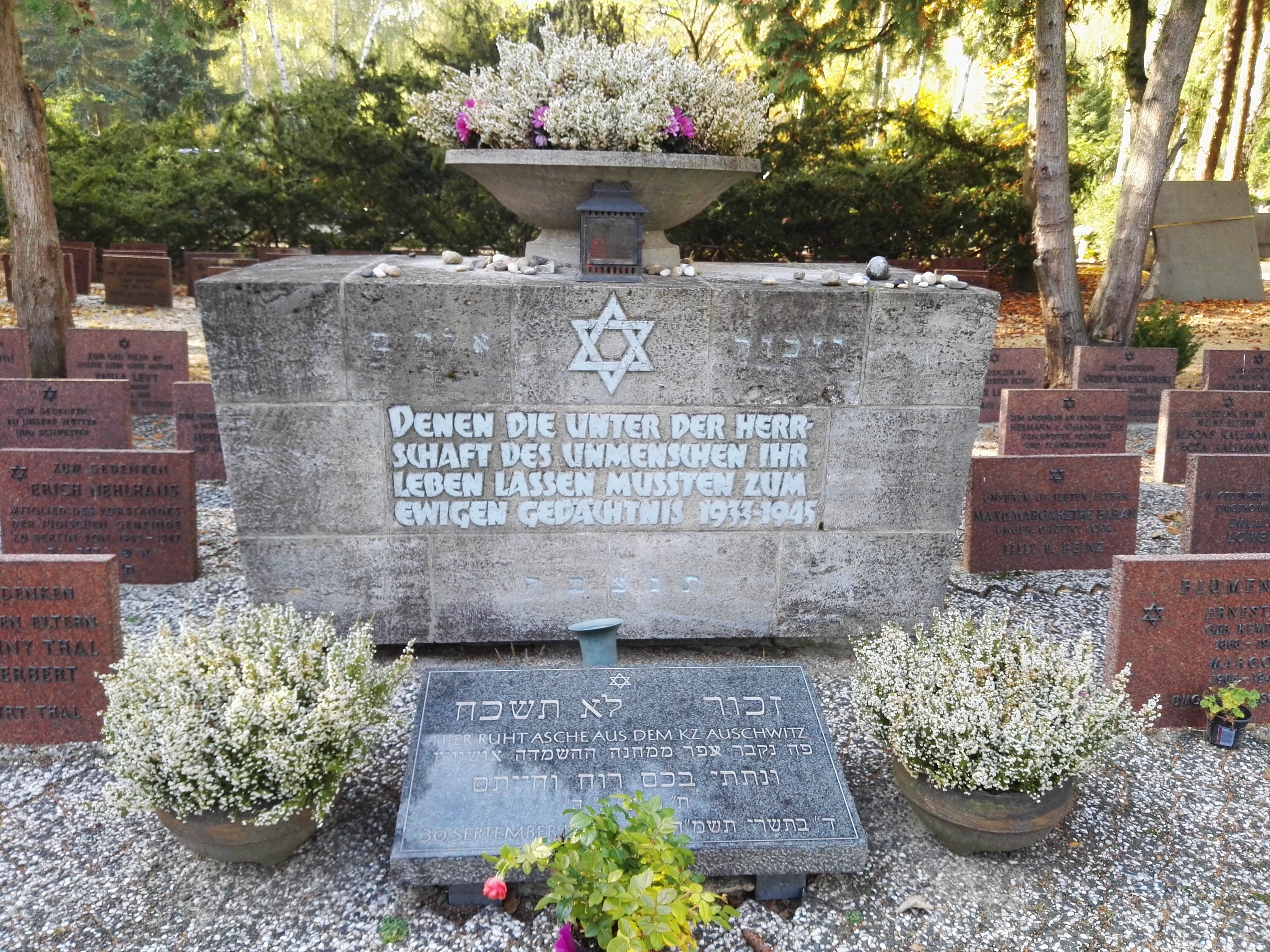
Gedenkstätte Jüdischer Friedhof Heerstraße

Der Jüdische Friedhof Heerstraße im Berliner Bezirk Charlottenburg-Wilmersdorf liegt im nördlichen Bereich des Forstes Grunewald in der Heerstraße 141.
Der geometrisch angelegte Friedhof wurde nach der Teilung Berlins und der Spaltung der jüdischen Gemeinde in eine Ost- und eine Westgemeinde zu Anfang der 1950er Jahre von Hermann Guttmann und Bernhard Kynast geplant und im November 1955 eingeweiht. Curt Leschnitzer entwarf die Kapelle und das Verwaltungsgebäude, die mit zwei Toren einen kleinen Hof bilden. 1966 und 1979 wurde der Friedhof erweitert.
Die Gedenkstätte für die jüdischen Opfer des NS-Regimes wurde 1960 von Josef M. Lellek aus Steinen der zerstörten Synagoge in der Fasanenstraße errichtet. Der 2 m × 1 m × 1 m messende Gedenkstein ähnelt einem Sarkophag und zeigt einen Davidstern. Er trägt die Inschrift: „Denen die unter der Herrschaft des Unmenschen ihr Leben lassen mussten zum ewigen Gedächtnis 1933–1945“. Vor dem Mahnmal wurde 1984 eine Urne mit Asche von Opfern aus dem Konzentrationslager Auschwitz beigesetzt. Um den Gedenkstein stehen in weitem Rund kleine rote Grabplatten, die Überlebende des Holocaust für ihre ums Leben gekommenen Angehörigen errichten ließen.
Fünf alte Grabsteine rechts und links des Mittelwegs sind Funde von dem im 15. Jahrhundert geschlossenen jüdischen Friedhof in Spandau, dem Juden-Kiewer.
Nach zwei Anschlägen auf den Friedhof im September und Dezember 1998, bei denen der Stein auf dem Grab von Heinz Galinski fast vollständig zerstört wurde, ereignete sich am 16. März 2002 ein weiterer Bombenanschlag auf den Friedhof. In sämtlichen Fällen konnte die Täterschaft bisher nicht ermittelt werden.

## Gräber
Als Ehrengräber des Landes Berlin werden die folgenden Grabstätten gepflegt:
- Heinz Galinski (1912–1992), Vorsitzender des Zentralrats der Juden in Deutschland
- Hans Rosenthal (1925–1987), Fernsehmoderator, Vorsitzender der Repräsentantenversammlung der Jüdischen Gemeinde
- Siegmund Weltlinger (1886–1974), Politiker (CDU) und Vorsitzender der Gesellschaft für Christlich-Jüdische Zusammenarbeit in Berlin
- Jeanette Wolff (1888–1976), Politikerin, Vorsitzende der Repräsentantenversammlung der Jüdischen Gemeinde

Weitere bekannte Persönlichkeiten
- Gerhard Baader (1928–2020), Medizinhistoriker
- Gad Beck (1923–2012), Widerstandskämpfer
- Martin Berliner (1896–1966), Schauspieler
- Jack Bilbo (1907–1967), Schriftsteller, Maler, Zeichner, Galerist, Gelegenheitsarbeiter, Schiffsjunge, Kapitän, Abenteurer, Lebenskünstler und Bohemien
- Artur Brauner (1918–2019), Filmproduzent
- Ernst Deutsch (1890–1969), Schauspieler
- Wolf Gradis, Mediziner und Musiker
- Lotti Huber (1912–1998), Schauspielerin, Sängerin, Tänzerin und Autorin
- Heinrich Eduard Jacob (1889–1967), Schriftsteller und Journalist
- Julius Klausner (1874–1950), Unternehmer, Gründer der Firma Leiser-Schuhe
- Gerhard Löwenthal (1922–2002), Journalist und Politikwissenschaftler
- Estrongo Nachama (1918–2000), Oberkantor der Jüdischen Gemeinde
- Abraham Pisarek (1901–1983), Fotograf
- Rafael Roth (1933–2013), Unternehmer
- Michel Schwalbé (1919–2012), Geiger, Konzertmeister der Berliner Philharmoniker
- Julius Sternberg (1879–1971), Kaufmann, Vorsteher der Jüdischen Gemeinde Spandau von 1922 bis 1935